# Jerry Buss

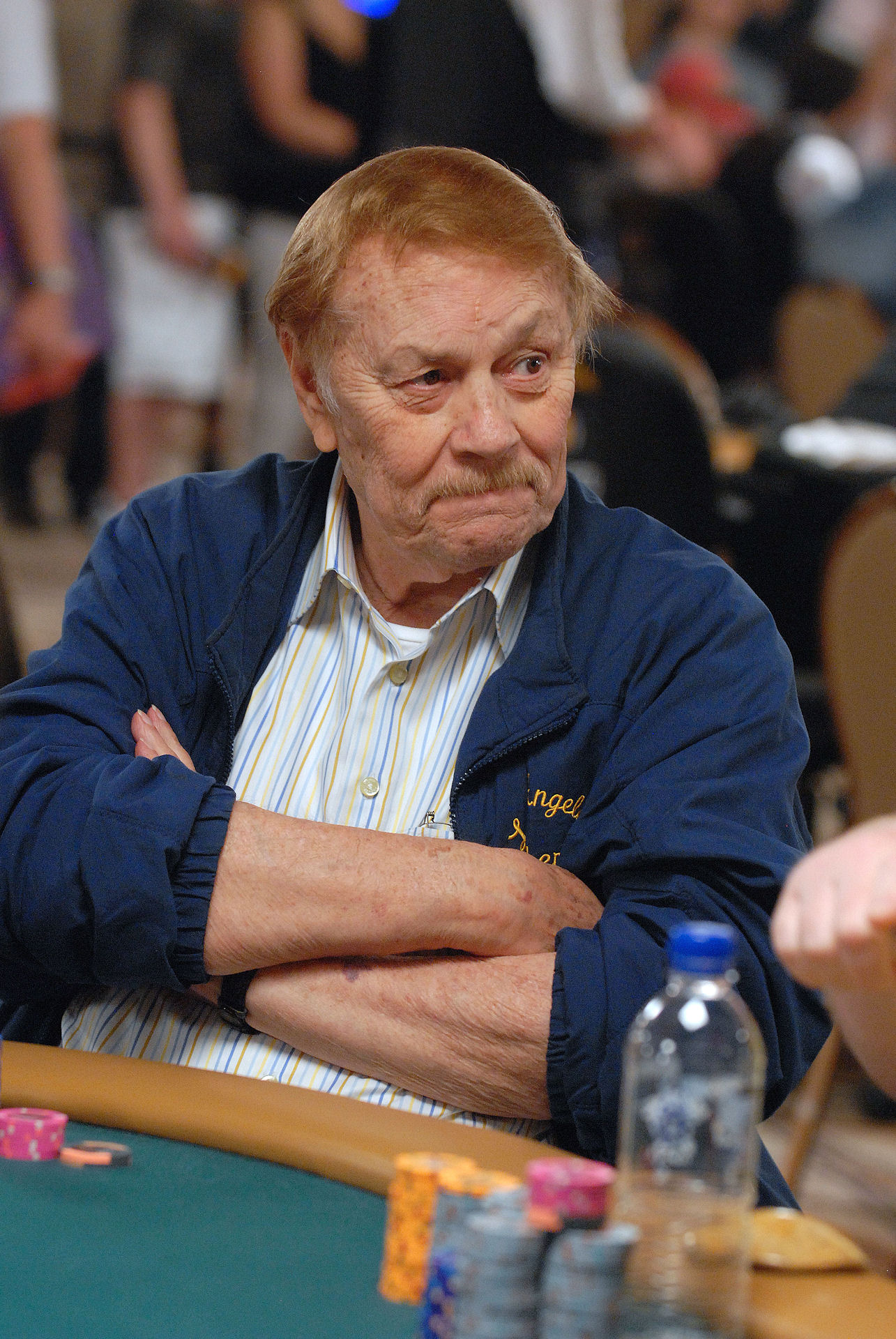
Jerry Buss im Jahr 2009

Gerald Hatten „Jerry“ Buss (* 27. Januar 1933 in Salt Lake City, Utah; † 18. Februar 2013 in Los Angeles, Kalifornien) war ein US-amerikanischer Unternehmer und Mehrheitseigner der Los Angeles Lakers, einem Franchise der Basketballliga NBA. Während seiner Zeit gewannen die Lakers zehnmal die Meisterschaft.

## Leben
Buss studierte an der University of Wyoming, wo er 1953 in zweieinhalb Jahren seinen Abschluss zum Bachelor of Science machte. Danach zog er nach Los Angeles und besuchte dort die University of Southern California, wo er im Alter von 24 Jahren den Master of Science und den Doktor in physikalischer Chemie erlangte.
Buss arbeitete als Chemiker für das Bureau of Mines, die heutige Mine Safety and Health Administration (MSHA). Kurz darauf arbeitete er für die Luft- und Raumfahrtindustrie.
Nach dieser Zeit wechselte er in eine Immobilien-Aktiengesellschaft.

## Sport-Engagement
1979 übernahm Buss die Los Angeles Lakers und die Los Angeles Kings für 67,5 Millionen Dollar vom damaligen Besitzer Jack Kent Cooke.
Dieses war die bis dahin größte Transaktion im amerikanischen Sport. 1987 verkaufte Buss die Kings an Bruce McNall.
Er übernahm 1997 die Los Angeles Sparks aus der WNBA.
Unter ihm und mit Spielern wie Kareem Abdul-Jabbar, Magic Johnson, James Worthy, Shaquille O’Neal und Kobe Bryant wurden die Lakers zu einem der erfolgreichsten und umsatzstärksten Clubs der NBA. Während seiner Zeit gewannen die Los Angeles Sparks zweimal den Titel der WNBA-Meisterschaft. 2006 verkaufte er die Sparks an Carla Christofferson und Kathy Goodman. 2010 wurde er als Förderer des Sports in die Naismith Memorial Basketball Hall of Fame aufgenommen.
Buss hat die Verantwortung für die L.A. Lakers an seinen Sohn Jim und seine Tochter Jeanie übergeben. Er betätigte sich als semi-professioneller Pokerspieler und erspielte sich in Turnieren Preisgelder von mehr als 170.000 US-Dollar.